# Happy end
Een happy end (Engels: happy ending) is een verhaallijn van een boek (of film) waarbij het gevoel heerst dat (anders dan bij een open einde) het vanaf dan met de hoofdpersonen goed zal gaan. Het is het spreekwoordelijke 'en ze leefden nog lang en gelukkig'.
Vaak hebben de hoofdpersonen situaties meegemaakt waarbij de lezer (kijker) het idee heeft: dat komt nooit meer goed. Hoe beter de schrijver hierin slaagt, hoe pakkender het happy end is. Bovendien wordt op deze wijze de spanning erin gehouden tot het eind. Vooral films hebben vaak aan het eind een probleem, inzinking, of ramp waarin de zaken volledig verkeerd dreigen te gaan. De protagonisten lossen de problemen echter op, waarna via een spannende ontknoping naar een happy end toegewerkt wordt.
Bij een happy end weten de hoofdpersonen meestal de problemen in het verhaal op te lossen, en/of de antagonisten te verslaan. Aan het einde van het verhaal ziet hun toekomst er dan ook zonnig uit. Wel is het mogelijk dat gehint wordt op een vervolg (bijvoorbeeld in een epiloog waarin de antagonist ontsnapt of alsnog in leven blijkt en wellicht symbolisch wraak zweert). 
Waar boeken worden verfilmd komt het soms voor dat de filmmakers om verschillende redenen een happy end willen, bijvoorbeeld omdat de film anders te zwartgallig wordt. Een voorbeeld is de verfilming van Roald Dahls kinderboek 'De heksen', waarin een happy end is toegevoegd waarmee Dahl zelf het overigens zeer oneens was. 